# Brian Hewitt
Brian Hewitt était un officier du département de police de Los Angeles qui fut impliqué dans le scandale de la division Rampart et accusé de violences et de bavures policières.

## Carrière
Brian Hewitt intègre le Community Resources Against Street Hoodlums (CRASH), unité antigang de la division Rampart, dans les années 1990.

## Implication dans le scandale de la division Rampart
Brian Hewitt et son partenaire, Daniel Lujan étaient bien connus pour administrer la justice de rue et frapper des membres de gang, sans raisons.
En février 1996, Lujan et Hewitt sont soupçonnés d'avoir passé à tabac un premier suspect, Rene Alfredo Canales. Les blessures de Canales ont été expliquées dans un rapport de police falsifié.
Le 26 février 1998, Brian Hewitt arrêta Ismael Jimenez, membre de la 18th Street Gang et le conduisit au poste de police de la division Rampart, pour interrogatoire. Selon le témoignage de l'agent Rafael Pérez, Hewitt « est descendu » pour battre le suspect. Au cours de l'interrogatoire, Hewitt frappa Jimenez à la poitrine et à l'estomac jusqu'à ce qu'il vomisse du sang. 
Après sa libération, Jimenez alla aux urgences et révéla aux médecins qu'il avait été battu par Hewitt et Lujan lors de sa garde à vue. Peu de temps après, le commandant de la division Rampart, reçut un appel téléphonique de Jimenez, qui l'informa qu'il était soigné aux urgences pour des blessures qu'il avait subies pendant sa garde à vue. Jimenez a en outre déclaré que Hewitt, l'avait agressé dans l'enceinte de Rampart. Un sergent de la patrouille fut envoyé pour enregistrer la déclaration de Jimenez. 
La plainte de Jimenez concernant les coups a déclenché une enquête du LAPD. C'est l'inspecteur Russell Poole qui enquêta sur l'affaire.
L'enquête de Poole révéla quelque chose de bien plus important que les détails du passage à tabac de Jimenez. Il a découvert un schéma alarmant de mauvaise conduite de la part des flics de Rampart affectés à l'unité anti-gang CRASH, qui détenaient, intimidaient et parfois agressaient régulièrement des membres de gangs et des associés de gangs sans motif. 
La plainte de Jimenez, en raison des témoignages d'autres policiers attestant des violences à son encontre et des dépôts de preuves, fut attestée. Brian Hewitt fut jugé, condamné et renvoyé.
Un règlement civil a accordé à Jimenez 231 000 $ de dommages-intérêts pour l'incident.